# 公共交换电话网

1922年貝爾電話交換機房

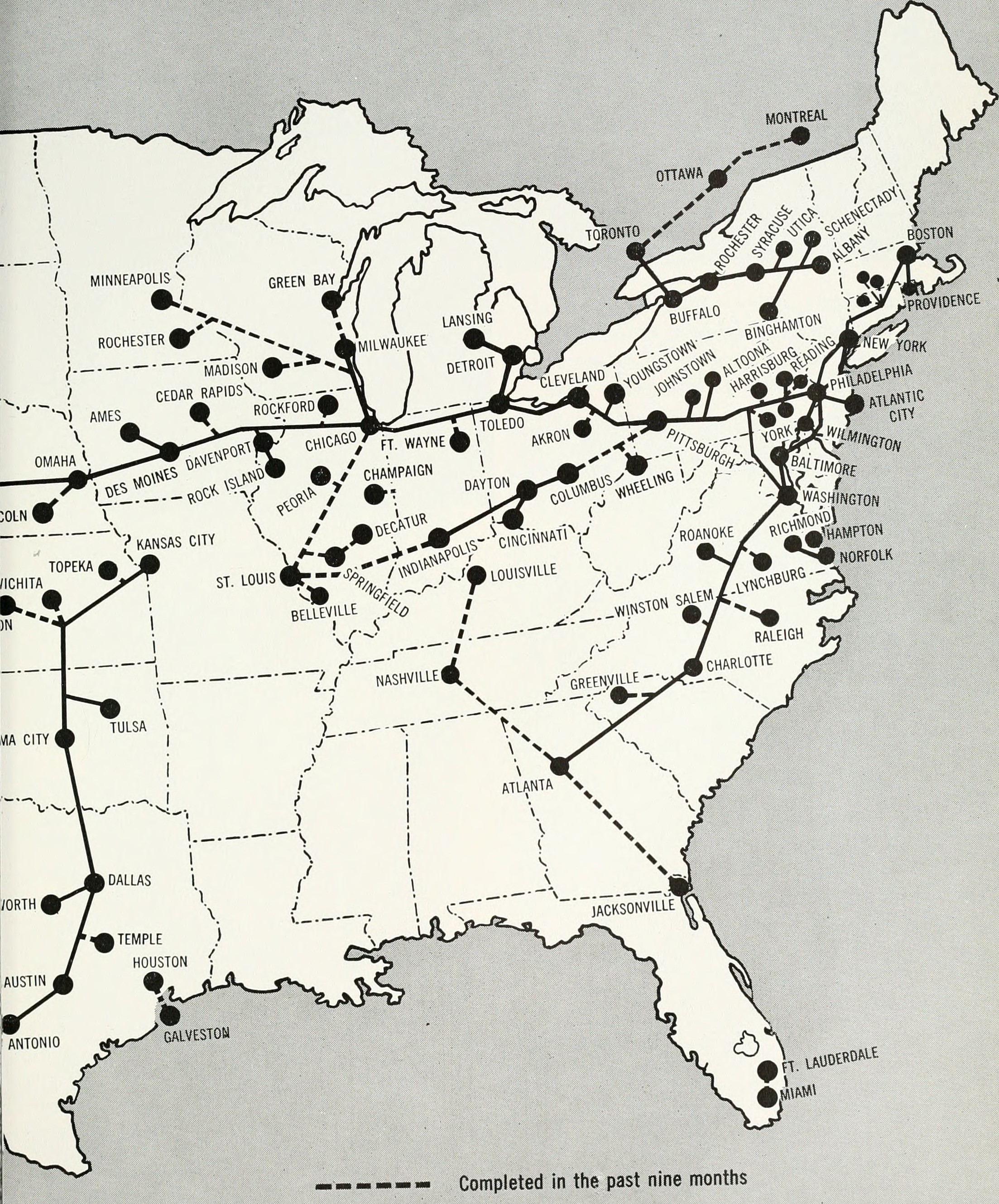
1922年美國貝爾交換網

公共交换电话网（或簡稱PSTN）是一种用于全球语音通信的电路交换网络，是目前世界上最大的网络之一，拥有用户数量大约是8亿。PSTN包括電話線（雙絞線），光纖電纜，微波傳輸鏈路，蜂窩網絡，通信衛星，與海底電話電纜，所有互連通過交換中心包括移動和固定電話，從而允許在世界上的任何電話與任何其他終端通信。最初是固定線路的類比電話系統的網絡，PSTN的核心目前幾乎已完全數字化。
公共交换电话网最早是1876年由贝尔发明的电话开始建立的。PSTN已经经历了磁石交换、空分交换、程控交换、数字交换等等阶段，目前几乎全部是数字化的网络，依功能屬性分為端局、長途電話中心局、主中心局、及國際電話交換中心等。
公共交换电话网主要由交换系统和传输系统两大部分组成，其中，交换系统中的设备主要是电话交换机，电话交换机也随着电子技术的发展经历了磁石式、步进制、纵横制交换机，最后到程控交换机的发展历程。传输系统主要由传输设备和线缆组成，传输设备也由早期的载波复用设备发展到SDH，线缆也由铜线发展到光纤。
为了适应业务的发展，PSTN目前正处于满足语音、数据、图像等传送需求的转型时期，正在向NGN（Next Generation Network）、移动与固定融合的方向发展。
PSTN中使用的技术标准由国际电信联盟（ITU）规定，采用E.163/E.164（通俗称作电话号码）进行编址。

## 距離

AT&T PSTN階層式架構

依照PSTN的傳輸距離，一般可分成五個等級：

### Class 1 (regional center)
The class 1 office was the Regional Center (RC). 

### Class 2 (sectional center)
The class 2 office was the Sectional Center (SC).

### Class 3 (primary center)
class 3是主中心局（Primary Center，PC）

### Class 4 (toll center)
class 4是長途電話中心局（Toll Center，簡稱TC）, 

### Class 5 (local exchange)
class 5是區域交換（local exchange）或稱端局（End Office，簡稱EO）. 